# أصول الإفخارستيا

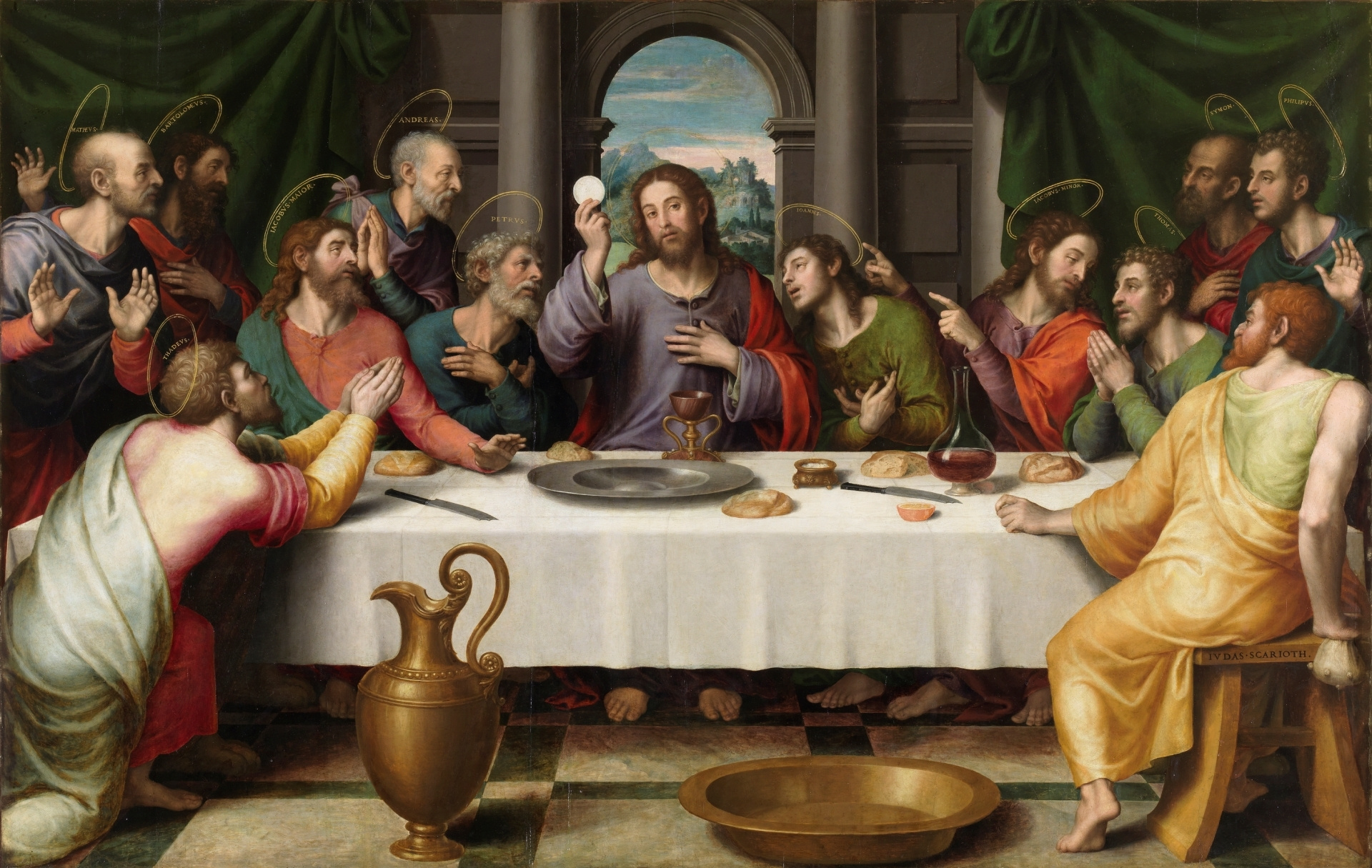

تعاليم الكنيسة ترى أن أصل القربان المقدس في العشاء الأخير ليسوع مع تلاميذه، حيث يعتقد أنه أخذ الخبز وأعطاه لتلاميذه، وطلب منهم أن يأكلوا منه، لأنه جسده، وأخذ كوبًا وأعطاه لتلاميذه، وطلب منهم أن يشربوا منه لأنه كأس الوعد في دمه.
إن أقدم عمل مكتوب باقي عن سر القربان المقدس المسيحي هو رسالة بولس الرسول الأولى إلى أهل كورنثوس (حوالي 55 م)، حيث يذكر بولس الرسول «أكل الخبز وشرب كوب الرب» في الاحتفال بـ «عشاء الرب»، عشاء يسوع الأخير قبل حوالي 25 عامًا. ويعتبر بولس أنه في الاحتفال بالطقس كانوا ينجزون تفويضًا للقيام بذلك. يقدم سفر أعمال الرسل المسيحيين الأوائل على أنهم يجتمعون «لكسر الخبز» كنوع من الاحتفال.
كاتبا في منتصف القرن الثاني تقريبًا، يقدم القديس جاستن أقدم وصف لشيء يمكن التعرف عليه به باعتباره الطقس الممارس اليوم، وفقًا لـ KW Noakes. مصادر أقدم، مثل ديداخي، رسالة إكليمندس الأولى وإغناطيوس تقدم لمحة عن ما كان المسيحيون يقومون به في إفخارستياهم. مصادر لاحقة، مثل ترتليان والتقليد الرسولي، تقدم بعض التفاصيل من حوالي عام 200. بمجرد أن أصبحت «الكنيسة» علنية بعد تحول قسطنطين العظيم في العقد الثاني من القرن الرابع، كان من الواضح أن القربان المقدس أصبح جزءا أساسيا من الحياة المسيحية.
يناقش العلماء المعاصرون ما إذا كان يسوع قد اعتزم فعلا إقامة طقس الأفخارستيا في العشاء الأخير؛ وما إذا كان العشاء الأخير حدثًا تاريخيًا فعليًا ويتعلق بـ «عشاء الرب» أو «القربان المقدس» ويتساءلون عما إذا كان لدى القربان المقدس أصول وثنية، حيث كانت وجبات العشاء لإحياء ذكرى الموتى شائعة.

## روابط خارجية
- إنريكو مازا: «القربان المقدس في القرون الأربعة الأولى»، كتيب الدراسات الليتورجية: القربان المقدس. ص. 9-60
- عيد الفصح، العشاء الأخير، القربان المقدس
- تطور القربان المقدس، من موقع الكنيسة الأنجليكانية